# Edelkrebs
Der Edelkrebs oder Europäische Flusskrebs (Astacus astacus, alte Synonyme: Cancer astacus, Astacus fluviatilis), kurz auch Flusskrebs (alternativer lateinischer Name auch Cancer fluviatilis), ist die größte unter den in Europa heimischen Krebsarten. Die Flusskrebs-Art wird 15 bis 20 Jahre alt. Der wissenschaftliche Artname ist vom altgriechischen Wort astakos („Krebs“) abgeleitet.

## Beschreibung

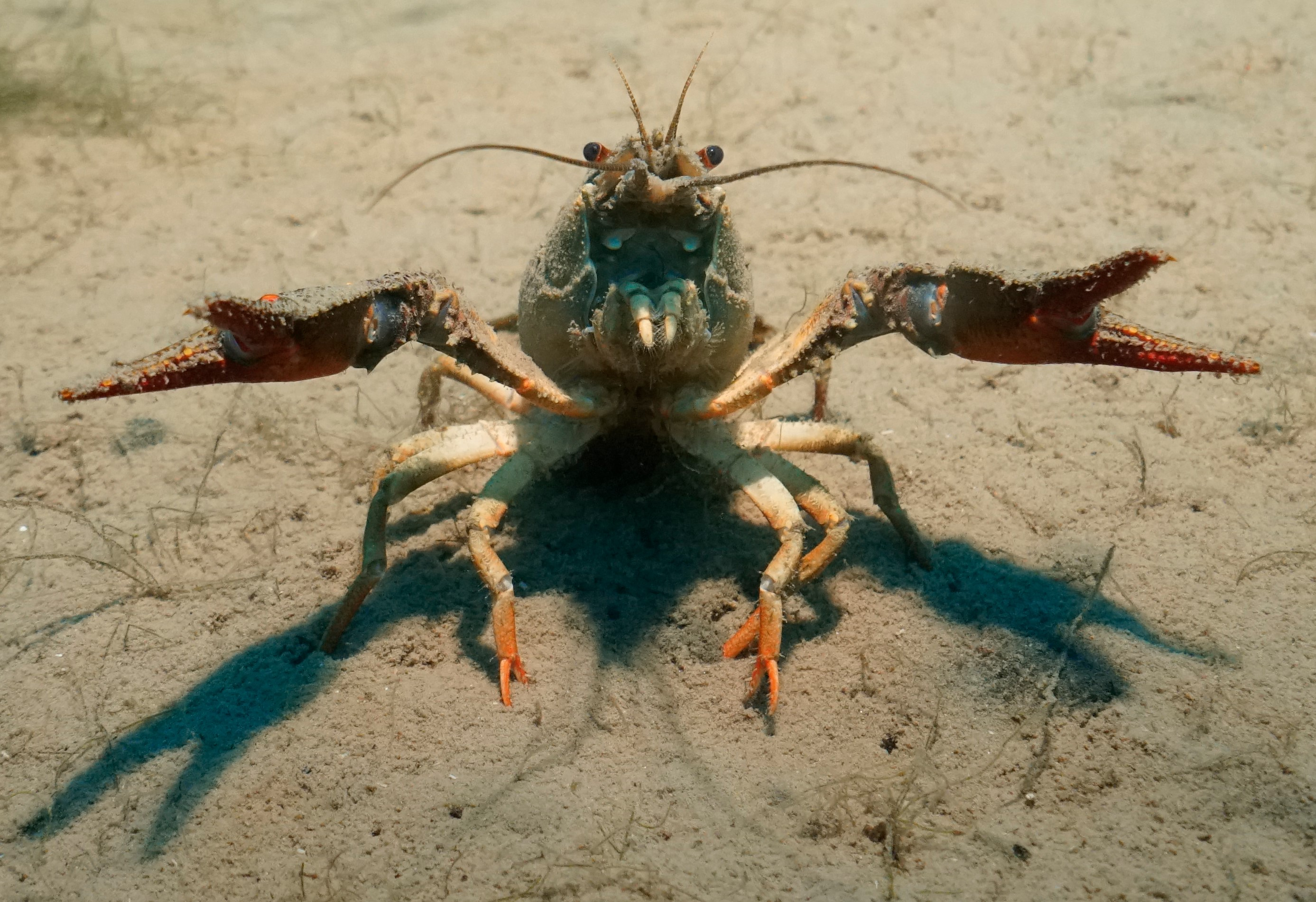
Charakteristische rote Scherenunterseite

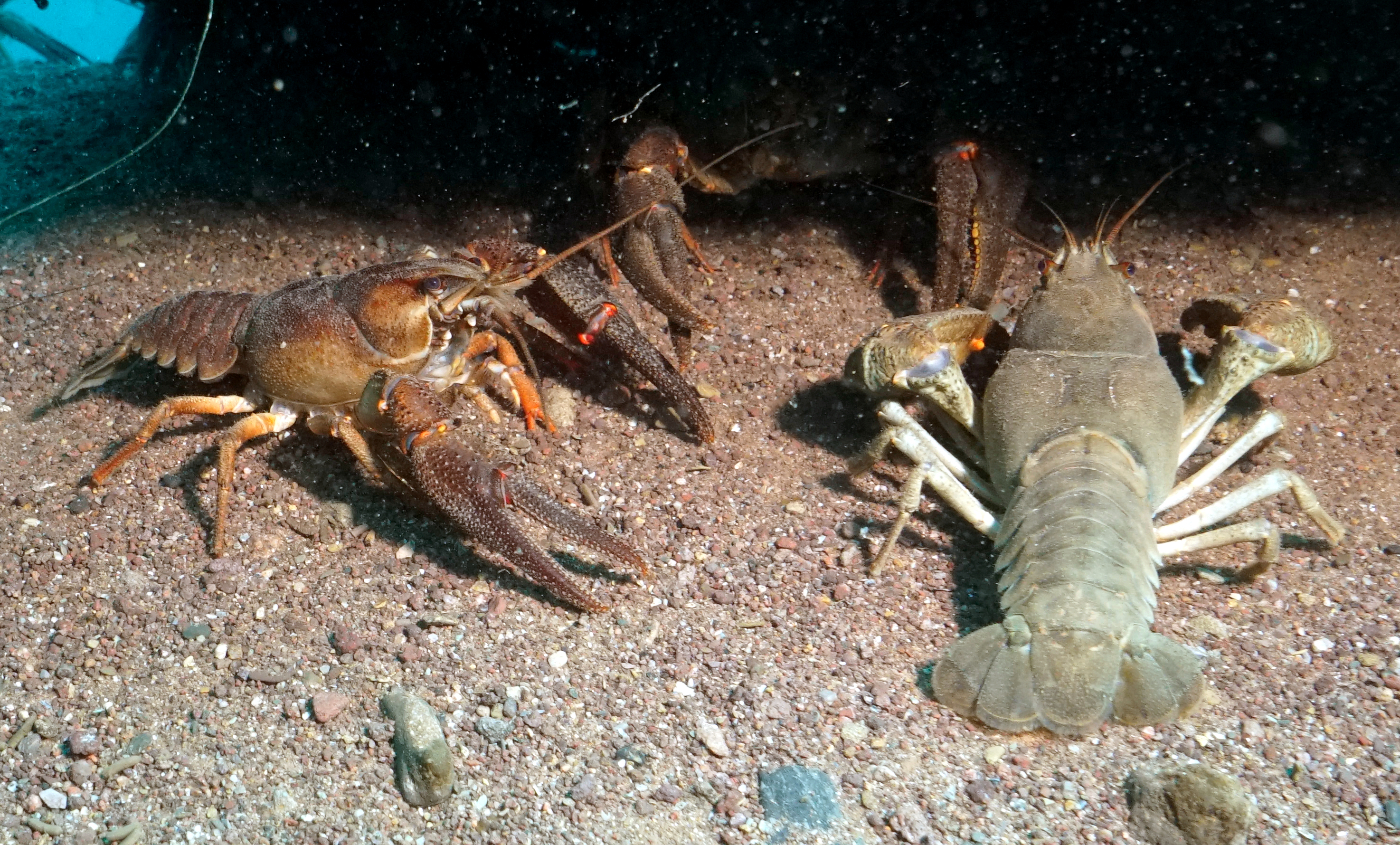
Farbvarianten des Edelkrebses

Der Edelkrebs kann bis zu 20 cm (von Kopf- bis Schwanzspitze) groß werden und ein Gewicht von bis zu 350 g erreichen. Am Kopf sitzen zwei Fühlerpaare, wovon eines etwa 1/3 der Länge des Körpers hat. Das zweite Paar ist sehr kurz und nur aus der Nähe zu erkennen. Um die Augen herum befinden sich zwei Paar hörnerähnliche Gebilde (Postorbitalleisten), die die Augen schützen. Der Edelkrebs besitzt zwei Scheren, die zum Festhalten der Beute und zur Verteidigung dienen. Der Körper ist meist dunkelbraun bis rotbraun, insbesondere nach der Häutung erscheinen die Tiere zuweilen bläulich. Der Kopf- und Rückenpanzer ist spitz auslaufend. Scherenunterseiten und -gelenke sind rot (wichtiges Unterscheidungsmerkmal zu anderen Flusskrebsarten).

## Geschlechtserkennung
Beim Männchen sind die letzten zwei Paare Schwimmfüßchen zu Begattungsorganen (Gonopoden) umgebildet. Diese Füße der vordersten beiden Hinterleibssegmente werden nach vorne geklappt getragen, sodass sie die (kleine) Geschlechtsöffnung (zwischen den letzten und vorletzten Beinpaaransätzen an der Unterseite des Thorax) komplett verbergen. Der Hinterleib (Abdomen) ist am Ansatz schmaler als der Thorax. Im direkten Vergleich zwischen Männchen und Weibchen hat das Männchen ein deutlich schmaleres Abdomen. Dieser Unterschied ist besonders deutlich von oben zu erkennen.

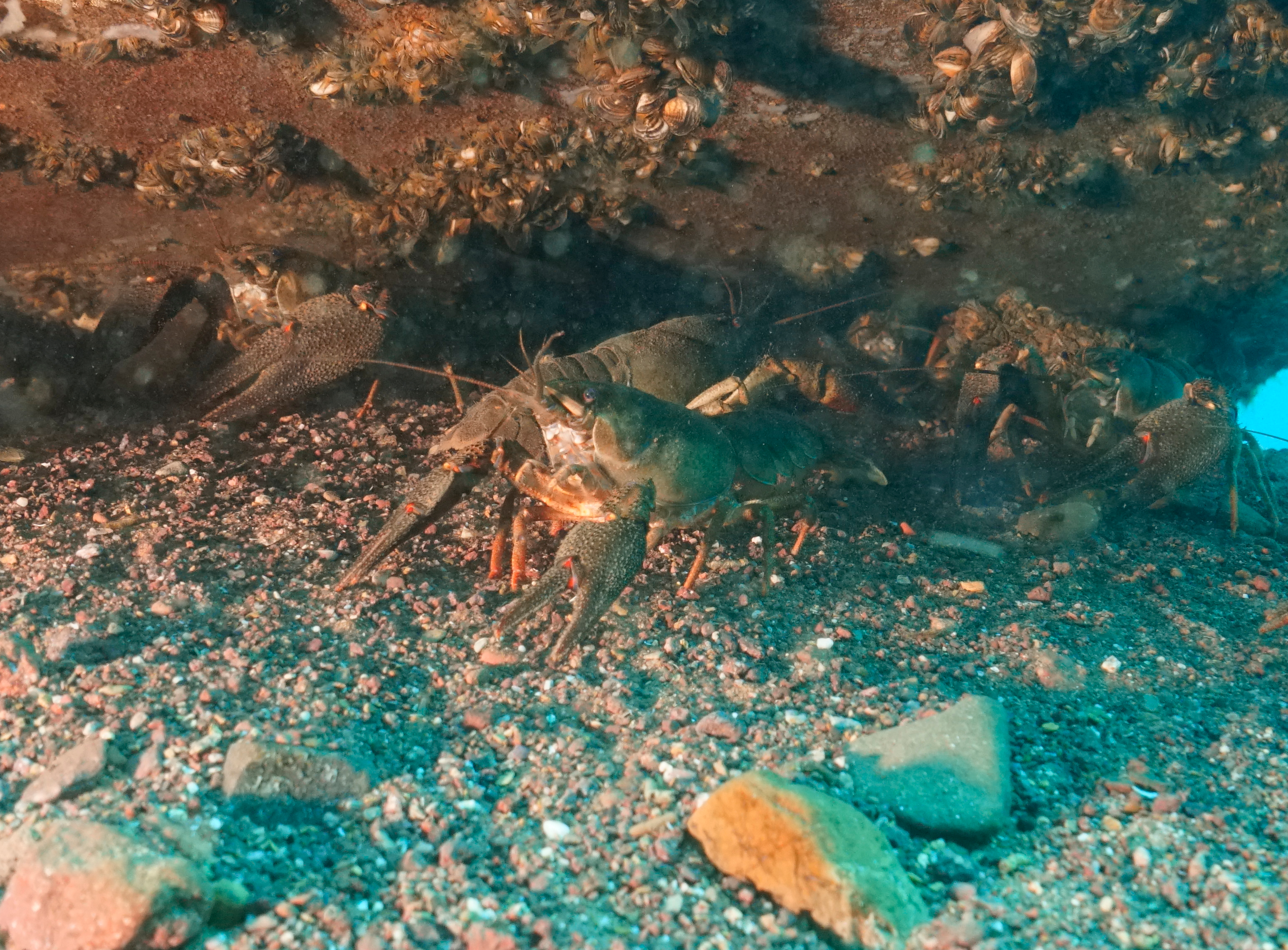
Männchen und Weibchen des Edelkrebses

Das Weibchen erkennt man am besten, wenn es Eier an der Bauchunterseite (ventral) trägt, ansonsten an den Eileiteröffnungen (Gonoporen) an der Basis des dritten Schreitbeinpaares.
Beim Weibchen ist die Geschlechtsöffnung (zwischen den letzten und vorletzten Beinpaaransätzen an der Unterseite des Thorax) relativ klein und liegt offen zutage. Die Geschlechtsöffnung des Männchens am 5. Schreitbein ist deutlich als weißer, weicher Hügel zu erkennen. Alle Schwimmfüße werden nach hinten getragen. Das Abdomen hat am Ansatz nahezu die gleiche Breite wie der Thorax. Die Männchen haben breitere und größere Scheren. Weibchen sind deutlich kleiner. Die Geschlechtsreife erreichen sie mit drei Jahren.

## Vermehrung

### Paarung
Bei sinkenden Wassertemperaturen im Herbst erfolgt die Paarung. Dabei werden die Weibchen von den Männchen mit den Scheren festgehalten und auf den Rücken oder in Seitenlage gedreht. Die Weibchen sind bei Paarungsbereitschaft kooperativ, sodass auch weitaus kleinere Männchen in der Lage sind, körperlich überlegene Weibchen zu begatten. Bei dieser Begattung heften die Männchen mit ihren Befruchtungsbeinchen (Gonopoden), kleine weiße, etwa 1 mm starke stäbchenförmige Samenpakete mit Hülle (Spermatophoren) an den Weibchen an. Diese sind meist bauchunterseitig (ventral), zwischen den letzten Schreitbeinen oder am Schwanzfächer zu finden.
Die Eier, 50 bis 400 Stück, werden vom Weibchen 26 Wochen unter dem eingeschlagenen Hinterleib getragen.

### Larven und Jungkrebse
Zwischen Mai und Juni schlüpfen die fast vollständig entwickelten Krebslarven, die während der ersten Tage einen Dottersack haben. Die kleinen Krebse sind fast durchsichtig und häuten sich nach etwa zehn Tagen zum ersten Mal. Die Jungkrebse bleiben ein paar Tage beim Muttertier. Allerdings entwickeln sich höchstens 10 bis 20 % der Eier bis zum Jungkrebs.
Im ersten Jahr finden 7 bis 10 Häutungen statt, im zweiten Jahr 4 bis 5 Häutungen. Im dritten Jahr sind es noch 2 bis 3 Häutungen.

## Lebensraum
Der Edelkrebs bevorzugt sommerwarme, nährstoffreiche Gewässer der Niederung, er ist aber auch in Fließgewässern höherer Lagen zu finden. Die Sommertemperaturen müssen für 2 bis 3 Monate 16 °C erreichen, anderenfalls findet keine Entwicklung der Geschlechtsteile (Gonaden) und damit keine Vermehrung statt. Sehr schlammige Gewässer meidet der Krebs, da er gerne Wohnhöhlen gräbt. Diese werden in den Uferböschungen angelegt oder aber unter Steinen, Wurzeln und totem Holz. Er reagiert empfindlich auf chemische Verschmutzung, besonders auf Insektizide. Er hält keinen Winterschlaf, sondern ruht nur einige Wochen.

## Verbreitung
Historisch kommt der Edelkrebs in fast ganz Europa vor. Er fehlt nur auf der Iberischen Halbinsel, in Nordengland und Irland.

## Gefährdung
Der Edelkrebs wird allgemein durch den naturfernen Gewässerbau und die Schadstoffbelastung der Gewässer erheblich zurückgedrängt. Die stärkste Bedrohung stellt jedoch die Krebspest dar. Die Krebspest wurde durch die Ansiedlung amerikanischer Flusskrebsarten (z. B. Signalkrebs oder Kamberkrebs) eingeschleppt. Diese Krebsarten sind Wirte für den Erreger, im Gegensatz zum Edelkrebs sterben sie aber nur in Ausnahmefällen daran. Die Konkurrenzüberlegenheit dieser neuen Arten hat die Situation zusätzlich verschärft und den Edelkrebs in fast allen europäischen Ländern so extrem dezimiert, dass er in Mitteleuropa nur noch in wenigen Inselbiotopen zu finden ist.
Die Gefährdungssituation wird in einigen Roten Listen gefährdeter Tierarten ausgewiesen. Die Weltnaturschutzorganisation IUCN stellt den Gesamtbestand in der Ausgabe 2009 der Roten Liste in die Kategorie gefährdet („Vulnerable“). In Deutschland wird der Edelkrebs in der nationalen Roten Liste als vom Aussterben bedroht (Kat. 1) beurteilt. Die Schweiz gibt ihn als gefährdet (Kat. 3) an. Der Edelkrebs ist in Österreich zum „Fisch des Jahres“ 2019 ernannt worden.

## Schutzmaßnahmen
In der Berner Konvention wurde der Edelkrebs zu einer geschützten Art mit einer an die Gefährdungssituation anzupassenden Nutzung erklärt. Durch die Übernahme dieser Bestimmung in der Fauna-Flora-Habitat-Richtlinie Nr. 92/43/EWG bzw. der Neufassung Nr. 2006/105/EG, Anhang V der Europäischen Union, deren Weiterverwendung im deutschen Bundesnaturschutzgesetz, wo die Art als streng geschützt ausgewiesen wird, und über die Listung in der Bundesartenschutzverordnung werden besondere Schutzmaßnahmen in Hinblick auf die Nutzung eröffnet. So ist der Fang wildlebender Edelkrebse ohne behördliche Genehmigung in Deutschland nicht gestattet.
Gelegentlich wird über Wiederansiedlungsprojekte berichtet.
Die Schweiz stellt diese Krebsart in Anhang 1 der Verordnung zum Bundesgesetz über die Fischerei („VBGF“) in die Gefährdungskategorie 3 und bezeichnet sie damit als gefährdet. Diese Kategorisierung ermöglicht an die Situation angepasste und ihr entsprechende Schutzmaßnahmen.

## Edelkrebs als Arzneimittel. Geschichte

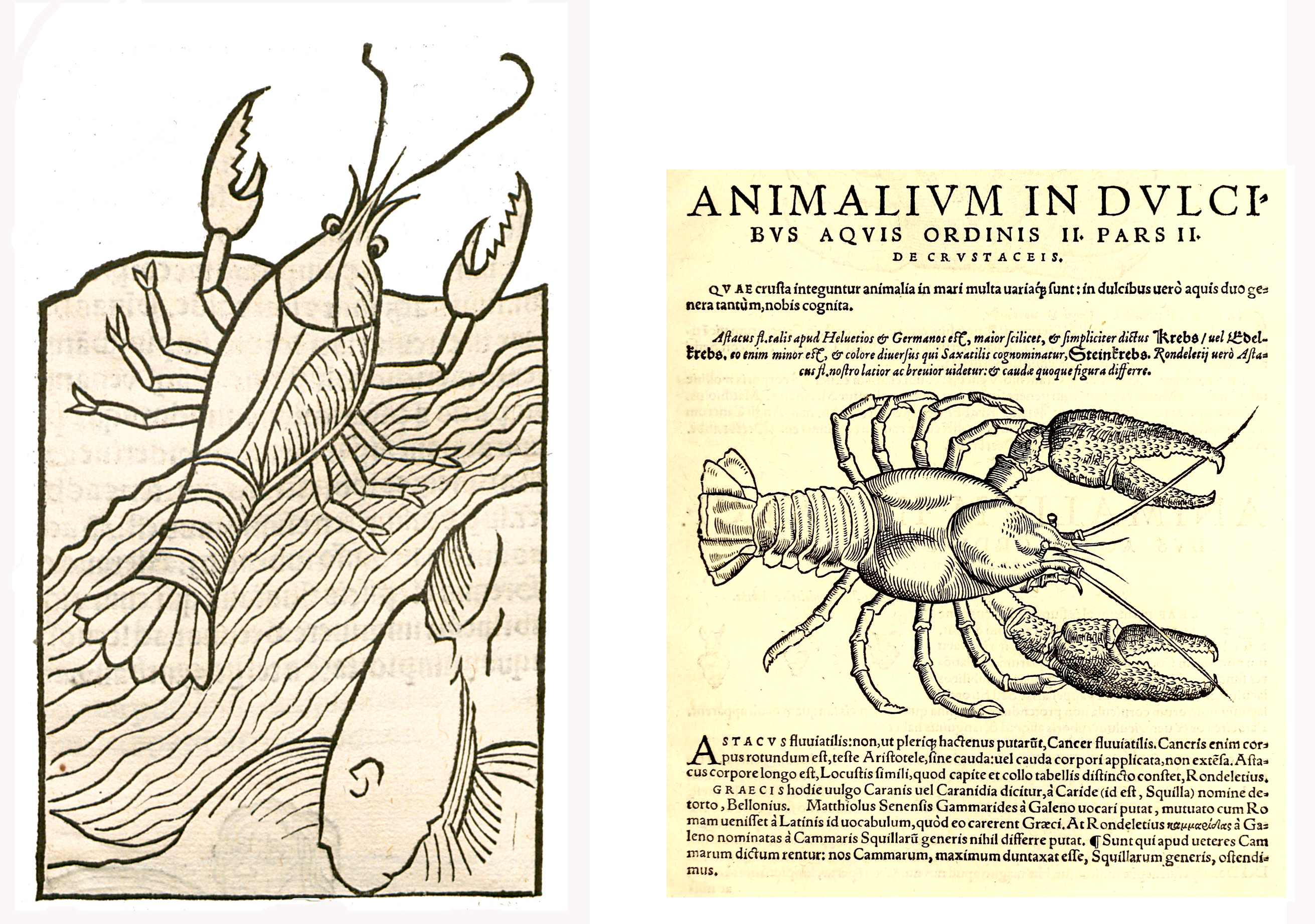
Li.: Hortus sanitatis 1491 Cancer. Re.: Conrad Gessner Icones animalium 1560 Astacus fluviatilis

Der im ersten Jahrhundert in Rom lebende griechische Arzt Dioskurides empfahl die Asche der gerösteten Edelkrebse als Mittel gegen den Biss eines tollwütigen Hundes und mit Honig vermischt als Mittel zur Wundheilung. Die roh zerriebenen Krebse sollten zusammen mit Eselsmilch eingenommen bei Schlangen- und Spinnenbissen sowie bei Skorpionstichen zur Heilung verhelfen. Mit Fleischbrühe gekocht verordnete er die Krebse bei allgemeiner Schwäche. Der römische Enzyklopädist Plinius schöpfte aus denselben Quellen wie Dioskurides und er zählte für den lateinisch mit Cancer bezeichneten Edelkrebs bzw. Flusskrebs die gleichen Heilanwendungen auf wie dieser. Diese Aufzählung von Heilanwendungen wurde leicht variiert bis in die Neuzeit weitergegeben.
Heilkundlich verwendet wurden auch das Blut des Krebses („Krebssaft“) und die Krebssteine bzw. Krebsaugen, kalkhaltige Konkremente im Magen des Flusskrebses, die zum jährlichen Aufbau des Panzers dienen sollen. Hildegard von Bingen schrieb im 12. Jahrhundert in ihrer Abhandlung über einfache Heilmittel, dass im Kopf des Krebses ein Gebilde namens „Krebesmar“ gefunden werde, das mit Butter vermengt auf die Haut aufgetragen Pusteln und Geschwüre beseitige. Im 14. Jahrhundert berichtete Konrad von Megenberg, im Kopf des alten Krebses würden zwei weiße Steine gefunden, die rötlich verfärbt seien und etliche würden berichten, wenn man diese Steine in Wasser einnehme, so würden sie Herzschmerzen vertreiben. Der französische Chemiker Nicolas Lémery beschrieb am Ende des 17. Jahrhunderts die Krebssteine:
„In den Flußkrebßen wachsen unmittelbar unter dem Kopfe, unweit des Magens zwey Steine, welche so dicke sind, wie Erbsen, platt und rund, auf einer Seite wie ausgehöhlt, am Boden ungleich oder rauhe, an der andern Seite runderhaben und polirt, sehen einiger massen aus als wie ein Auge, wiewol sie keine sind, indem das Thier seine Augen, wie gewöhnlich, an dem Kopfe hat“.
Als Indikation gab Lémery an, die Steine würden Säure dämpfen sowie Durchfall und Erbrechen mildern. Diese Indikationen wurden allgemein übernommen und die Krebsaugen bzw. Krebssteine wurden noch 1829 im Preußischen Arzneibuch aufgeführt.